# Chinesisches Moschustier
Das Chinesische Moschustier (Moschus berezovskii) ist ein Vertreter der Moschustiere. Es kommt weiter südlich vor als alle anderen Arten der Familie.

## Aussehen
Das Chinesische Moschustier, auch Wald-Moschustier genannt, ist ein dunkel-olivbraunes Moschustier ohne auffällige Fleckenzeichnung. Läufe und Unterseite sind gelblich bis orangebraun. Drei orangefarbene Streifen laufen den Hals von der Kehle zur Brust herab. Diese können schwach sichtbar oder in Flecken aufgelöst sein. Es hat eine Schulterhöhe von 50 bis 60 cm, ein Gewicht von 13 bis 15 kg und einen gedrungenen Körper. Der kurze Kopf trägt wie bei allen Moschustieren kein Geweih, aus dem Kiefer der Männchen ragen zwei kleine Hauer, überlange Eckzähne, heraus. Die Tiere haben ein sehr dichtes, kurzes Fell ohne Unterwolle. Die Zitzen der Weibchen befinden sich zwischen den Hinterläufen.

## Vorkommen und Unterarten

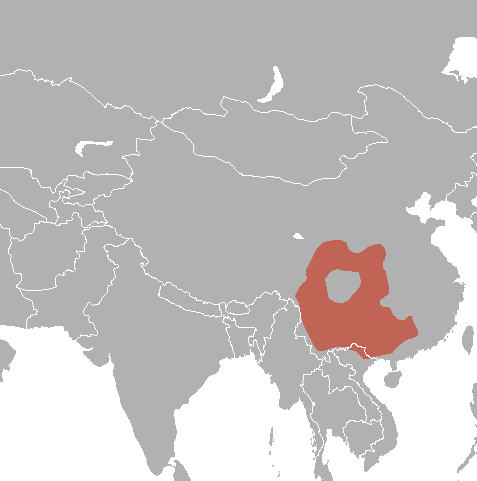
Verbreitungsgebiet (rot)

Es bewohnt Bergwälder und alpine Zonen Süd- und Zentral-Chinas sowie Nord-Vietnams. Es erreicht Höhenlagen von bis zu 3000. Man unterscheidet vier Unterarten:
- M. b. berezovskii: Groß und recht dunkel gefärbt mit orange-gelber Unterseite und braungelben Halsstreifen; Sichuan, Qinghai, und Xizang.
- M. b. caobangis: kleiner und blasser als M. b. berezovskii. Färbung eher rötlichgelb; Süd-Yunnan, Guangxi, Guangdong und nördlichstes Vietnam
- M. b. yunguiensis vermittelt in Größe und Färbung zwischen M. b. berezovskii und M. b. caobangis; Yunnan, Guizhou, Hunan und Jiangxi.
- M. b. bijiangensis: Groß, blass braun am Rücken mit gräulich-weißer Halsstreifung; Nordwestliches Yunnan.

## Lebensweise
Die vorwiegend nacht- und dämmerungsaktiven Tiere sind streng territorial und verteidigen ihre Reviere gegen fremde Artgenossen. Die Tiere ernähren sich von Flechten, Gräsern, Früchten, Blättern und Trieben junger Bäume. Die Männchen sondern während der Brunft ein stark riechendes, salbenartiges Sekret namens Moschus aus einer apfelgroßen Drüse ab, welche sich am Unterbauch vor dem Geschlechtsteil befindet.

## Fortpflanzung
Die Weibchen erreichen die Geschlechtsreife bereits nach einem Jahr, die Männchen erst nach 1,5 Jahren. Die Paarung findet im Spätherbst oder frühen Winter statt. Die Tragezeit der Weibchen beträgt 180 bis 200 Tage, danach kommen meist zwei voll entwickelte Jungtiere zur Welt. Die Jungen sind bereits nach eineinhalb Monaten selbständig.

## Gefährdung und Schutzmaßnahmen
Die IUCN listet diese Art in der Kategorie (Endangered) gefährdet, ein. Die Gründe hierfür sind die Zerstörung ihres Lebensraumes, Verdrängung und Übertragung von Krankheiten durch Nutztiere und die illegale Jagd zur Gewinnung von Moschus für die Verwendung in der Medizin oder zur Parfümherstellung. Zum Schutz der Art wird versucht, die Tiere in Gefangenschaft zu züchten, um die Wildpopulation zu schonen. Des Weiteren ist diese Art im Anhang II (eingeschränkter Handel) des Washingtoner Artenschutzabkommens (CITES) gelistet und es wurden mehrere Schutzgebiete in ihrem Lebensraum ausgewiesen.

## Weitere Quellen
- Kerstin Viering, Roland Knauer: Bildatlas Bedrohte Tierarten. Naumann & Göbel, Köln 2012, ISBN 978-3-625-13359-9, S. 135.
- Das große Weltreich der Tiere. Planet Media, Zug 1992, ISBN 3-8247-8614-1, S. 134, 135.
- Enzyklopädie der Säugetiere. Weltbild, Augsburg 1999, ISBN 3-8289-1556-6, S. 200, 201.
- Enzyklopädie der Säugetiere. Könneman, Königswinter 2003, ISBN 3-89731-928-4, S. 502, 503.